# Eyjólfur Sverrisson
Eyjólfur Sverrisson (Sauðárkrókur, 3 agosto 1968) è un allenatore di calcio ed ex calciatore islandese, di ruolo difensore dal 2009 AL 2018 allenatore della nazionale islandese Under-21.
Anche suo figlio Hólmar Örn è stato un calciatore.

## Palmarès
- Campionato tedesco: 1

Stoccarda: 1991-1992
- Campionato turco: 1

Beşiktaş: 1994-1995
- Coppa di Lega tedesca: 2

Hertha Berlino: 2001, 2002
- Supercoppa di Germania: 1

Stoccarda: 1992
- Supercoppa di Turchia: 1

Beşiktaş: 1994